# Снежедь (посёлок)
Снежедь — поселок в Чернском районе Тульской области в составе Тургеневского сельского поселения.

## География
Находится в юго-западной части Тульской области на расстоянии приблизительно 24 км на запад по прямой от поселка Чернь, административного центра района.

## История
В конце 1930-х годов отмечен был на карте как населенный пункт с 10 дворами.

## Население
Постоянное население составляло 17 человек (русские 100 %) в 2002 году, 12 в 2010.